# Japanische Badmintonmeisterschaft 2020
Die Japanische Badmintonmeisterschaft 2020 fand vom 22. bis zum 27. Dezember 2020 in Machida statt. Es war die 74. Austragung der nationalen Titelkämpfe im Badminton in Japan.

## Medaillengewinner
| Disziplin    | Gold                          | Silber                         | Bronze                           |
| ------------ | ----------------------------- | ------------------------------ | -------------------------------- |
| Herreneinzel | Kento Momota                  | Kanta Tsuneyama                | Yushi Tanaka                     |
| Herreneinzel | Kento Momota                  | Kanta Tsuneyama                | Minoru Koga                      |
| Dameneinzel  | Nozomi Okuhara                | Akane Yamaguchi                | Natsumi Shimoda                  |
| Dameneinzel  | Nozomi Okuhara                | Akane Yamaguchi                | Sayaka Takahashi                 |
| Herrendoppel | Hiroyuki Endo Yuta Watanabe   | Takuro Hoki Yugo Kobayashi     | Keigo Sonoda Takeshi Kamura      |
| Herrendoppel | Hiroyuki Endo Yuta Watanabe   | Takuro Hoki Yugo Kobayashi     | Akira Koga Taichi Saito          |
| Damendoppel  | Yuki Fukushima Sayaka Hirota  | Wakana Nagahara Mayu Matsumoto | Ayako Sakuramoto Yukiko Takahata |
| Damendoppel  | Yuki Fukushima Sayaka Hirota  | Wakana Nagahara Mayu Matsumoto | Koharu Yonemoto Shiho Tanaka     |
| Mixed        | Yuta Watanabe Arisa Higashino | Tadayuki Urai Rena Miyaura     | Kyohei Yamashita Naru Shinoya    |
| Mixed        | Yuta Watanabe Arisa Higashino | Tadayuki Urai Rena Miyaura     | Yujiro Nishikawa Saori Ozaki     |